# Gašper Švab
Gašper Švab (* 18. Juli 1986 in Kranj) ist ein ehemaliger slowenischer Radrennfahrer.
Gašper Švab begann seine Karriere 2005 bei dem slowenischen Continental Team Sava. In der Saison 2007 belegte er jeweils beim Grand Prix du Portugal und beim Giro delle Regioni den dritten Platz in der Gesamtwertung. Bei der slowenischen Meisterschaft wurde er Vizemeister im Straßenrennen der U23-Klasse. Im nächsten Jahr konnte er den Titel in der Klasse für sich gewinnen. Außerdem siegte er 2008 auf einer Etappe des Grand Prix Cycliste de Gemenc und gewann 2009 das Eintagesrennen Grand Prix Kranj.

## Erfolge
2008
- Slowenischer Straßenradmeister (U23)
- eine Etappe Grand Prix Cycliste de Gemenc

2009
- Grand Prix Kranj

## Teams
- 2005–2012 Sava